# Caecidotea dauphina
Caecidotea dauphina är en kräftdjursart som beskrevs av Modlin 1986. Caecidotea dauphina ingår i släktet Caecidotea och familjen sötvattensgråsuggor. Inga underarter finns listade i Catalogue of Life.